# Laloubère

Laloubère este o comună în departamentul Hautes-Pyrénées din sudul Franței. În anul 2009 avea o populație de 1.906 de locuitori.

## Evoluția populației
| An        | 1975  | 1982  | 1990  | 1999  | 2006  | 2009  |
| --------- | ----- | ----- | ----- | ----- | ----- | ----- |
| Populație | 1.444 | 1.333 | 1.296 | 1.352 | 1.706 | 1.906 |